# آرامگاه سلطان اسامه بن فرقد
آرامگاه سلطان اسامه بن فرقد عنصرود مربوط به اواخر دوره ایلخانی است و در شهرستان اسکو، بخش مرکزی، دهستان سهند، ۱۲ کیلومتری جنوب روستای عنصرود واقع شده و این اثر در تاریخ ۲۸ شهریور ۱۳۸۶ با شمارهٔ ثبت ۱۹۵۷۸ به‌عنوان یکی از آثار ملی ایران به ثبت رسیده است.